# (11136) Shirleymarinus
(11136) Shirleymarinus (1996 XW12) – planetoida z pasa głównego asteroid okrążająca Słońce w ciągu 3,66 lat w średniej odległości 2,37 j.a. Odkryta 8 grudnia 1996 roku.